# 오로슬라니

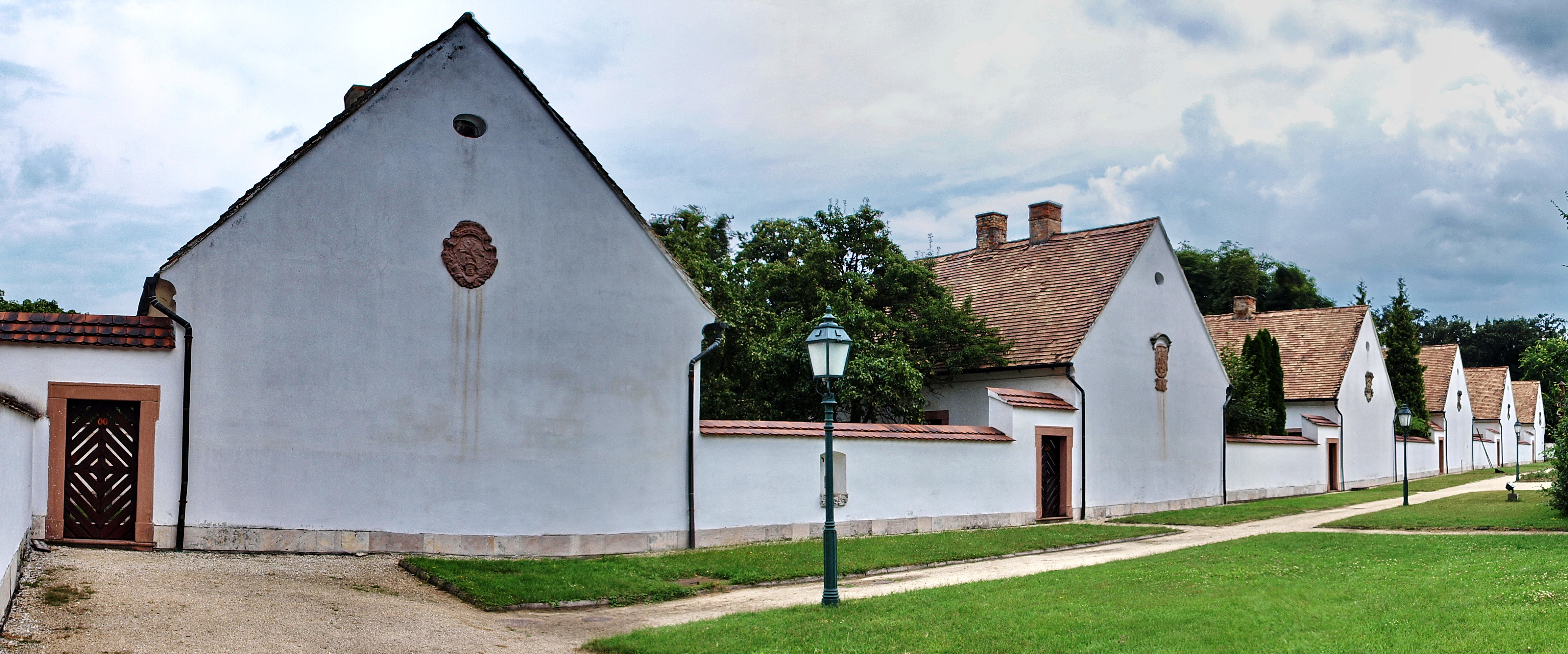
오로슬라니의 머이크(Majk) 마을에 위치한 카말돌리회 수도원 유적

오로슬라니(헝가리어: Oroszlány, 독일어: Ohreslahn 오레슬란[*])는 헝가리 코마롬에스테르곰 주에 위치한 도시로 면적은 75.86km2, 인구는 20,034명(2004년 기준), 인구 밀도는 264.09명/km2이다.
도시 이름은 헝가리어로 "사자"라는 뜻을 가진 '오로슬란'(Oroszlán)에서 파생된 이름이다. 18세기에 머이크(Majk) 마을에 건립된 카말돌리회 수도원 유적이 남아 있다.

시 문장